# 付知町
付知町（つけちちょう）は、岐阜県中津川市の地名。面積は73.36 km2。郵便番号は508-0351。2005年（平成17年）2月12日まで、岐阜県恵那郡に属していた町である。

## 地理
岐阜県東部、中津川市の北部に位置する。地内の北部・東部には標高1,500mを超える阿寺山地が連なり、西部には標高700〜1000mの丘陵地帯が広がる。地内の中心を北西-南東方向の活断層・阿寺断層が通過しており、断層谷に沿って付知川が南流する。主な集落は付知川沿いに分布する。
付知川の最上流部は、東濃地方有数の渓谷である付知峡と呼ばれる渓谷を形成している。付知峡は森林浴の森日本100選に選ばれており、複数のキャンプ場がある。
- 山：奥三界岳、夕森山、高時山、雨乞棚山
- 河川：付知川

### 小字
あ行
- 青木平（あおきだいら）、赤ハゲ（あかはげ）、雨池（あまいけ）、安楽満（あらま）、葦原（あわら）
- 猪組平（いぐみだいら）、池島（いけじま）、池ノ尻（いけのしり）、石鋪（いしき）、伊勢戸薙（いせどなぎ）、猪ノ澤（いのさわ）、岩小屋（いわごや）、岩屋（いわや）
- 上野（うえの）、宇峠（うとうげ）、馬小屋（うまごや）、馬道（うまみち）、浦沢（うれさわ）、上林（うわばやし）
- 大平（おいだいら）、追分（おいわけ）、大ヶ平（おおがひら）、大胡桃（おおぐるみ）、大新田（おおしんでん）、大西（おおにし）、大野（おおの）、大畑（おおばた）、大洞（おおぼら）、大山（おおやま）、尾ヶ平（おがひら）、起（おこし）、大ヲコシ分（おこしわかれ）、起（おごせ）

か行
- 柿ケ下（かきがした）、隠小屋（かくれごや）、欠ヶ洞（かけほら）、笠屋（かさや）、菓子上（かしｱげ）、梶ヶ外（かじがそで）、柏洞（かしやぼら）、柏木洞（かしわぎぼら）、紙漉垣戸（かみｽきがいど）、河原（かわら）、河原小屋（かわらごや）
- 北平（きたびら）、木ノ下（きのした） , 喜六薙（きろくなぎ）
- クグリキ（くぐりき）、櫛下（くしげ）、口田（くちだ）、熊倉（くまぐら）、倉柱（くらばしら）、倉屋（くらや）、暮鐘（くれがね）、黒川（くろかわ）、桑木薙（くわのきなぎ）、桑木洞（くわのきぼら）
- 越道（こいど）、廣野屋（こうのや）、小草場（こくさば）、国造（こくぞう）、小栗山（こぐりやま） ,小坂（こさか）、小谷（こたに）、小峠（ことうげ）、小林（こばやし）、小洞口（こぼらぐち）、小屋ヶ尾（こやがお）、小屋郷（こやごう）、児安沼（こやすぬま）、小屋場（こやば）

さ行
- 桜田（さくらだ）、笹平（ささだいら）、笹薙（ささなぎ）、沢渡（さわたり）、三本松（さんぼんまつ）
- 猪ヶ馬場（ししやまんば）、下井戸（したいど）、下夕平（しただいら）、下夕野（したの）、下夕向（したむき）、下夕屋（したや）、芝ヶ瀬（しばがせ）、四本松（しほんまつ）、島田（しまだ）、島畑（しまばた）、下浦（しもうれ）、下谷（しもんたに）、正ヶ脇（しようがき）、城川（じようがわ）、白沢（しらさわ、白谷（しらたに）、新田（しんでん）
- 杉ヶ洞（すぎがぼら）
- 清吉畑（せいきちばた）
- 外ヶ洞（そとがぼら）、曽利免（そりめ）

た行
- 高岩（たかいわ）、鷹尾（たかお）、高尾（たかお）、田形（たがた）、高畑（たかばた）、鷹ノ巣（たかのす）、瀧ヶ澤（たきがさわ）、竹端（たけがはな）、出ヶ谷（だしがた）、田尻（たじり）、龍野（たつの）、立ノ神（たてのかみ）、立林（たてばやし）、谷端（たにばた）、田ノ上（たのうえ）、田ノ尻（たのしり）、垂下 たるした）、垂洞 たるぼら）
- ツガ洞（つがぼら）、ツゞラヤブ（つづらやぶ）
- 定藏薙（ていぞうなぎ）、出口（でぐち）、寺畑（てらばた）、寺山（てらやま）
- 東別当（とうべつとう）、藤治薙（とうじなぎ）、樋口（といぐち）、所久合（ところくごう）、杤木洞（とちのきぼら）、富田（とみた）、鳥屋尾（とやお）、鳥屋脇（とやき）

な行
- 中段（なかだん）、長手（ながて）、中畑（なかばた）
- 長尾（ながお）、中田（なかだ）、中薙（なかなぎ）、中野（なかの）、長峰（ながみね）、中屋（なかや）、中ノ谷（なかんたに）、ナラノキ（ならのき）
- 西洞（にしぼら）、二本木（にほんぎ）
- 根屋尾（ねやお）
- ノタノ平（のたのひら）
- 野（の）、野尻（のじり）、ノタノ沢（のたのさわ）、野中（のなか）

は行
- 端小屋（はごや）、橋詰（はしづめ）、巾垣戸（はばがいと）、林（はやし）
- 東股入（ひがしまたいり）、引廻（ひきまわし）、七郎工薙（ひちろべえなぎ）、日向洞（ひなたぼら）、桧尾（ひのきお）、飛羅（ひら）、広島野（ひろしまの）、廣谷（ひろたに）
- 富家谷（ふかたに）、武佐原（ぶさはら）、藤山（ふじやま）、分田（ぶんだ）
- 日枯入（ひがれいり）、廣野（ひろの）、百田（ひやくた）
- 洞垣内（ほらがいと）
- 平作垣戸（へいさくがいど）、平四郎新田（へいしろうしんでん）、平六（へいろく）
- 堀田（ほつた）、洞奥（ほらおく）、堀端（ほりばた）

ま行
- 前岌（まえびら）、槇ヶ平（まきがひら）、槇立（まきだち）、間瀬（まぜ）、松葉（まつば）、松原（まつばら）、松平（まつべい）、松山（まつやま）、丸山（まるやま）、万場（まんば）
- 水ヶ谷（みずがたに）、水無（みずなし）、水上（みぞかみ）、御堂垣戸（みどがいど）、御堂後（みどご）、南ヶ沢（みなみがさわ）、宮島（みやじま）、宮ノ上（みやのうえ）、宮ノ越（みやのこし）、妙儀岌（みようぎひら）
- 向畑（むかいばた）、向山（むかいやま）
- 樅木沢（もみのきざわ）、森田薙（もりたなぎ）、護山（もりやま）、 諸田（もろた）

や行
- 屋敷垣戸（やしきがいど）、矢柄（やがら）、弥藏薙（やぞうなぎ）、矢平（やだいら）、山本（やまもと）、山手（やまて）、上ヶ平（やんたいら）
- 吉田岌（よしだびら）、吉本（よしもと）、吉原（よしわら）、米沢（よねざわ）

ら行
- 蘭木（らんぎ）

わ行
- 若宮尾（わかみやお）、ワサビ谷（わさびだに）、渡瀬（わたせ）、ワラビガネ（わらびがね）、ワルビラ（わるびら）

過去に存在した小字
島、尾大起、木澤、見安沼

## 世帯数と人口
2018年（平成30年）10月31日時点の世帯数と人口は以下の通りである。
| 町丁   | 世帯数    | 人口    |
| ------ | --------- | ------- |
| 付知町 | 1,935世帯 | 5,612人 |

## 歴史

### 中世
- 鎌倉時代初期から戦国時代末まで、苗木遠山氏の領地。
- 元弘～建武年間（1334年～1336年）、遠山景利が恵那郡福岡村植苗木に広恵寺城を築く。

### 近世
江戸時代の付知村は尾張藩領だった。文政13年（1830年）、庄屋の田口慶郷によって鱒淵用水が完成した。鱒淵用水は武儀郡の曽代用水とともに近世美濃国における二大用水とされている。
天保11年（1840年）、第12代将軍徳川家慶の霊山（木曽山）鎮護を趣旨とする台命により、護山神社奥社が創建された。さらに祭典・参拝の利便を図り、天保14年（1843年）に本社が創建された。

### 近現代
1924年（大正13年）8月5日、下付知駅と中津町駅を結ぶ北恵那鉄道線が開通した。1978年（昭和53年）9月18日、北恵那鉄道が廃止された。

### 行政区分の変遷
- 1889年（明治22年）7月1日 - 町村制施行によって恵那郡付知村が発足。
- 1897年（明治30年）4月16日 - 付知村が町制を施行して付知町が発足。
- 2005年（平成17年）2月13日 - 付知町が周辺6町村と共に中津川市へ編入され、旧付知町域は中津川市付知町となる。その際、地内の郵便番号が508-0351に統一される[5]。

## 行政

### 姉妹都市・友好都市
- 愛知県幡豆町（現・西尾市） - 1964年（昭和39年）に姉妹町提携。

## 施設
- 中津川市役所付知総合事務所
- 岐阜県警中津川警察署付知交番
- 上付知簡易郵便局
- 下付知郵便局
- 付知郵便局
- 中津川市付知B&G海洋センター
- 付知公民館

## 教育

### 中学校
- 中津川市立付知中学校

### 小学校
- 中津川市立付知南小学校
- 中津川市立付知北小学校

### 保育園
- 中津川市立付知保育園

### 廃校
2005年以前に廃校となった学校
- 岐阜県立中津高等学校付知分校（1974年廃校）
- 付知町立付知小学校（1953年廃校）
- 付知町立北小学校北分校（1959年廃校）
- 付知町立南小学校（1984年廃校）
- 付知町立東小学校（1984年廃校）

## 交通

### 鉄道
1924年（大正13年）8月5日から1978年（昭和53年）9月18日まで北恵那鉄道線が下付知駅から中津町駅まで運行していた。下付知駅から恵那郡加子母村（現・中津川市加子母）渡合の間には1937年（昭和12年）から1959年（昭和34年）まで付知森林鉄道が存在した。日本国有鉄道では、中津川駅から付知を経由して下呂駅を結ぶ下呂線（中呂線）の建設を計画していた時期があった。

### バス
- 北恵那交通（付知峡線）
- 濃飛バス

### 道路
- 国道256号・国道257号（重複区間）
  - 道の駅花街道付知
- 岐阜県道359号越原付知線
- 岐阜県道486号王滝加子母付知線

## 名所・旧跡・観光スポット
- 護山神社
- 宗敦寺 - 臨済宗妙心寺派。
- 寳心寺 - 高野山真言宗。 - 岐阜県指定文化財の十六羅漢がある[6]。
- 付知峡
- 仙樽の滝
- 付知峡倉屋温泉おんぽいの湯
- アートピア付知交芸プラザ
  - 熊谷守一記念館
- 垂洞のシダレモミ - 国指定天然記念物[7]。

## 出身者
- 田口慶郷 - 庄屋。
- 熊谷守一 - 洋画家。